# Thecla leechii
Thecla leechii är en fjärilsart som beskrevs av De Nicéville 1892. Thecla leechii ingår i släktet Thecla och familjen juvelvingar. Inga underarter finns listade i Catalogue of Life.